# Pondok Agung (Sungai Penuh)
Pondok Agung is een bestuurslaag in het regentschap Sungai Penuh van de provincie Jambi, Indonesië. Pondok Agung telt 1210 inwoners (volkstelling 2010).